# Citharexylum brachyanthum
Citharexylum brachyanthum là một loài thực vật có hoa trong họ Cỏ roi ngựa. Loài này được (A.Gray ex Hemsl.) A.Gray mô tả khoa học đầu tiên năm 1886.